# Acizzia didyma
Acizzia didyma är en insektsart som beskrevs av Burckhardt och Mifsud 1998. Acizzia didyma ingår i släktet Acizzia och familjen rundbladloppor. Inga underarter finns listade i Catalogue of Life.